# Война по принуждению
«Война́ по принужде́нию» (англ. Stop-Loss) — американская военная драма 2008 года режиссёра Кимберли Пирс об Иракской войне с Райаном Филлиппом, Эбби Корниш, Ченнингом Татумом и Джозефом Гордон-Левиттом в главных ролях.

## Сюжет
Герой Иракской войны, сержант Брэндон Кинг (Райан Филлипп), возвращается с войны домой, в маленький техасский городок. Он попытается вернуться в русло былой жизни на гражданке, однако его снова направляют в Ирак.
На этот раз Брэндон не желает снова браться за оружие. Очередной крутой поворот судьбы станет для него испытанием веры в семейные узы, прочность дружбы, силу любви, честь и достоинство — наконец, в то, что люди, руководящие его страной, поступают так, как и следует поступать.

## В ролях
| Актёр                | Роль                      |
| -------------------- | ------------------------- |
| Райан Филлипп        | штаб сержант Брэндон Кинг |
| Эбби Корниш          | Мишель невеста Стива      |
| Ченнинг Татум        | сержант Стив Шрайвер      |
| Джозеф Гордон-Левитт | рядовой Томми Бёрджесс    |
| Киаран Хайндс        | Рой Кинг                  |
| Тимоти Олифант       | подполковник Бут Миллер   |
| Виктор Расук         | рядовой Рико Родригес     |
| Роб Браун            | Исаак Батлер              |
| Джозеф Соммер        | сенатор Ортон Уоррелл     |
| Линда Эмонд          | Айда Кинг                 |
| Тори Киттлз          | Джош                      |
| Питер Джерети        | Карлсон                   |
| Алекс Фрост          | Коротышка                 |
| Мэми Гаммер          | Джини Бёрджесс            |